# Abyssotheres
Abyssotheres is een geslacht van kreeftachtigen uit de klasse van de Malacostraca (hogere kreeftachtigen).

## Soorten
- Abyssotheres abyssicola (Alcock & Anderson, 1899)
- Abyssotheres acesticola Komatsu & Ohtsuka, 2009